# Teemu Nikki
Teemu Nikki (Sysmä, 1975) és un director, guionista, guionista de televisió i productor de cinema finlandès.

## Biografia
Fill d'un criador de porcs d'un poble petit, Nikki aborda la direcció com una persona autodidacta. El seu cinema està obertament en deute amb directors com John Carpenter i pel·lícules de sèrie B esetatunidenques. Ha dirigit curtmetratges presentats a festivals internacionals de cinema com el Festival de Cinema de Sundance, el Festival Internacional de Cinema de Canes, el Festival Internacional de Cinema de Toronto, el Festival Internacional de Cinema Fantàstic de Bucheon i el Festival Internacional de Cinema de Chicago.
El 2013 es va fer notar a la seva terra natal creant la sèrie web per a nens #lovemilla, que va durar 3 temporades. La sèrie, que tracta d'una manera surrealista però explícita. amb temes juvenils entre els quals la masturbació i l'assetjament sexual, van tenir un èxit considerable, essent vistes 4 milions de vegades en dos mesos a la plataforma en línia de l'emissora Yle on es va emetre, sumant també altres 2,8 milions de visualitzacions a través de YouTube i Facebook. A més de ser el programa infantil més popular de la història d'Yle, #lovemilla va ser guardonat com a millor format drama als Eurovision Creative Days, organitzats per la Unió Europea de Radiodifusió, i ha rebut dues vegades el Kultainen Venla, el premi nacional de televisió finlandesa, com a millor programa per a nens i adolescents. El 2015, després de la conclusió de la sèrie web, Nikki va dirigir una pel·lícula per al cinema, Lovemilla.
El 2016 va crear una altra sèrie d'èxit per a Yle, Sekasin, sobre quatre adolescents amb problemes mentals que viuen dins d'un hospital psiquiàtric. A més de guanyar-li un altre Kultainen Venla com a director de televisió de l'any, la sèrie es va vendre a diversos països i es va fer en remakes a Alemanya (com a Freaks), França (com a Mental) i Itàlia (com a Mental).
L'any 2018 el seu tercer llargmetratge, Euthanizer, va ser seleccionat com a candidata finlandesa a l’Oscar a la millor pel·lícula de parla no anglesa als Premis Oscar de 2019, però no va entrar a la selecció final. Per a la pel·lícula, Nikki va guanyar el Jussi, premi de cinema nacional finlandès al millor guió.
El 2021 va dirigir la comèdia Sokea mies, joka ei halunnut nähdä Titanicia, protagonitzada per actors que pateixen esclerosi múltiple Petri Poikolainen: el primer llargmetratge de Nikki que es presenta en un dels els tres principals festivals de cinema, va guanyar el Premi Espectador inaugural de la secció Orizzonti Extra a la 78a Mostra Internacional de Cinema de Venècia.

## Filmografia

### Curtmetratges
- Möykky (1995)
- Kissanpäivät (1996)
- Ursula & Artturi (1998)
- Menestyjä (2005)
- Finns Drink the Most Coffee In the World (2006)
- Kaveri (2007)
- Perintö (2008)
- Äiti ei enää keilaa (2009)
- Play God (2010)
- Hyvä päivä (2011)
- Kalajuttu (2011)
- Komero (2012)
- Verhon takaa (2013)
- Tissit (2014)
- Halko (2016)
- Fantasia (2016)
- Pilkkihiihto (2018)
- Siivoja (2018)
- All Inclusive (2019)
- Tuulikki (2023)

### Llargmetratge
- 3Simoa (2012)
- Lovemilla (2015)
- Armomurhaaja (Euthanizer) (2017)
- Nimby (2020)
- Sokea mies, joka ei halunnut nähdä Titanicia (2021)
- Räkä ja Roiskis (2023)
- Peluri - Kuolema on elävien ongelma (2023)

### Televisió
- #lovemilla – sèrie TV, 69 episodis (2013-2014)
- Nymphs (Nymfit) – sèrie TV, 12 episodis (2014)
- Sekasin – sèrie TV, 33 episodis (2016-2021)
- Mister 8 – minisèrie TV, 8 episodis (2021)